# Engelomyia testaceiventris
Engelomyia testaceiventris là một loài ruồi trong họ Tachinidae.